# Ủy ban Dân tộc Đại hội Đại biểu Nhân dân Toàn quốc
Ủy ban Dân tộc Đại hội Đại biểu Nhân dân Toàn quốc (giản thể: 全国人民代表大会民族委员会; phồn thể: 全國人民代表大會民族委員會; Hán-Việt: Toàn quốc Nhân dân Đại biểu Đại hội Dân tộc Ủy viên hội; bính âm: Quánguó Rénmín Dàibiǎo Dàhuì Mínzú Wěiyuánhuì) là một trong mười ủy ban chuyên môn của Đại hội Đại biểu Nhân dân Toàn quốc (Nhân Đại Toàn quốc), cơ quan quyền lực nhà nước cao nhất của Cộng hòa Nhân dân Trung Hoa. Ủy ban chuyên môn này được thành lập trong kỳ họp đầu tiên của Đại hội Đại biểu Nhân dân Toàn quốc khóa I vào tháng 9 năm 1954 và đã tồn tại trong mọi kỳ Nhân Đại Toàn quốc, ngoại trừ Đại hội Đại biểu Nhân dân Toàn quốc khóa IV thì bị đình chỉ do Cách mạng Văn hóa.

## Chức năng
Ủy ban này chịu trách nhiệm thảo luận, đề xuất và soạn thảo luật pháp và quy định liên quan đến dân tộc thiểu số ở Trung Quốc. Theo Luật Tổ chức Đại hội Đại biểu Nhân dân Toàn quốc, Ủy ban Dân tộc có nhiệm vụ xem xét "quy định tự trị" cũng như quy định riêng do các khu tự trị đệ trình lên Ủy ban Thường vụ Đại hội Đại biểu Nhân dân Toàn quốc để phê duyệt.

## Chủ nhiệm
| Nhân Đại Toàn quốc                            | Chủ nhiệm            | Dân tộc  |
| --------------------------------------------- | -------------------- | -------- |
| Đại hội Đại biểu Nhân dân Toàn quốc khóa I    | Lưu Cách Bình        | Hồi      |
| Đại hội Đại biểu Nhân dân Toàn quốc khóa II   | Lưu Cách Bình        | Hồi      |
| Đại hội Đại biểu Nhân dân Toàn quốc khóa III  | Tạ Phù Dân           | Tráng    |
| Đại hội Đại biểu Nhân dân Toàn quốc khóa IV   | Đình chỉ             | Đình chỉ |
| Đại hội Đại biểu Nhân dân Toàn quốc khóa V    | Ngapoi Ngawang Jigme | Tạng     |
| Đại hội Đại biểu Nhân dân Toàn quốc khóa VI   | Ngapoi Ngawang Jigme | Tạng     |
| Đại hội Đại biểu Nhân dân Toàn quốc khóa VII  | Ngapoi Ngawang Jigme | Tạng     |
| Đại hội Đại biểu Nhân dân Toàn quốc khóa VIII | Vương Triều Văn      | Miêu     |
| Đại hội Đại biểu Nhân dân Toàn quốc khóa IX   | Vương Triều Văn      | Miêu     |
| Đại hội Đại biểu Nhân dân Toàn quốc khóa X    | Doje Cering          | Tạng     |
| Đại hội Đại biểu Nhân dân Toàn quốc khóa XI   | Mã Khởi Trí          | Hồi      |
| Đại hội Đại biểu Nhân dân Toàn quốc khóa XII  | Lý Cảnh Điền         | Mãn      |
| Đại hội Đại biểu Nhân dân Toàn quốc khóa XIII | Bạch Xuân Lễ         | Mãn      |
| Đại hội Đại biểu Nhân dân Toàn quốc khóa XIV  | Bayanqolu            | Mông Cổ  |